# لي روبنسون (لاعب كرة قدم أمريكية)
لي روبنسون (بالإنجليزية: Lee Robinson)‏ هو لاعب كرة قدم أمريكية أمريكي، ولد في 23 أبريل 1987 في غلوستر في الولايات المتحدة.

## وصلات خارجية
- لي روبنسون على موقع مرجع كرة القدم المحترفة.كوم (الإنجليزية)